# 广西水锦树
广西水锦树（学名：Wendlandia aberrans）为茜草科水锦树属下的一个种。

## 扩展阅读
維基物種上的相關：广西水锦树